# Campionati del mondo di ciclismo su strada 1999
I Campionati del mondo di ciclismo su strada 1999 si disputarono a Treviso per quanto riguarda le prove a cronometro e a Verona per le prove in linea, in Italia, tra il 3 ed il 10 ottobre 1999.

## Eventi

### Cronometro individuali
Lunedì 4 ottobre
- 12:00-13:00 Donne Juniors – 11,500 km
- 14:00-16:45 Uomini Under 23 – 33,250 km

Martedì 5 ottobre
- 11:30-13:00 Uomini Juniors – 25,850 km
- 15:00-17:00 Donne Elite – 25,850 km

Mercoledì 6 ottobre
- 14:00-17:00 Uomini Elite – 50,600 km

### Corse in linea
Venerdì 8 ottobre
- 9:00-11:15 Donne Juniors – 65,000 km
- 12:00-16:45 Uomini Under 23 – 178,750 km

Sabato 9 ottobre
- 9:00-12:45 Uomini Juniors – 130,000 km
- 14:00-17:15 Donne Elite – 113,750 km

Domenica 10 ottobre
- 10:00-17:00 Uomini Elite – 260,000 km

## Medagliere
| Pos.   | Nazione     | Oro | Argento | Bronzo | Totale |
| ------ | ----------- | --- | ------- | ------ | ------ |
| 1      | Italia      | 2   | 1       | 1      | 4      |
| 2      | Spagna      | 2   | 0       | 0      | 2      |
| 2      | Canada      | 2   | 0       | 0      | 2      |
| 4      | Germania    | 1   | 1       | 3      | 5      |
| 5      | Svizzera    | 1   | 1       | 0      | 2      |
| 6      | Lituania    | 1   | 0       | 2      | 3      |
| 7      | Paesi Bassi | 1   | 0       | 0      | 1      |
| 8      | Australia   | 0   | 3       | 0      | 3      |
| 9      | Russia      | 0   | 2       | 1      | 3      |
| 10     | Francia     | 0   | 1       | 2      | 3      |
| 11     | Svezia      | 0   | 1       | 0      | 1      |
| 12     | Regno Unito | 0   | 0       | 1      | 1      |
| Totale | Totale      | 10  | 10      | 10     | 30     |

## Sommario degli eventi
| Eventi                 | Oro                              | Tempo    | Argento                       | Tempo | Bronzo                     | Tempo   |
| Uomini Elite           |                                  |          |                               |       |                            |         |
| Gara in linea dettagli | Óscar Freire Spagna              | 6h19'29" | Markus Zberg Svizzera         | a 4"  | Jean-Cyril Robin Francia   | s.t.    |
| Cronometro dettagli    | Jan Ullrich Germania             | 1h00'28" | Michael Andersson Svezia      | a 14" | Chris Boardman Regno Unito | a 58"   |
| Uomini Under-23        |                                  |          |                               |       |                            |         |
| Gara in linea dettagli | Leonardo Giordani Italia         | 4h22'36" | Luca Paolini Italia           | a 9"  | Matthias Kessler Germania  | s.t.    |
| Cronometro dettagli    | José Iván Gutiérrez Spagna       | 39'49"   | Michael Rogers Australia      | a 1"  | Evgenij Petrov Russia      | a 29"   |
| Uomini Juniores        |                                  |          |                               |       |                            |         |
| Gara in linea dettagli | Damiano Cunego Italia            | 3h14'36" | Ruslan Kajumov Russia         | a 5"  | Christophe Kern Francia    | a 37"   |
| Cronometro dettagli    | Fabian Cancellara Svizzera       | 30'36"   | Ruslan Kajumov Russia         | a 42" | Christian Knees Germania   | a 49"   |
| Donne Elite            |                                  |          |                               |       |                            |         |
| Gara in linea dettagli | Edita Pučinskaitė Lituania       | 2h59'49" | Anna Wilson Australia         | a 18" | Diana Žiliūtė Lituania     | s.t.    |
| Cronometro dettagli    | Leontien van Moorsel Paesi Bassi | 32'31"   | Anna Wilson Australia         | a 4"  | Edita Pučinskaitė Lituania | a 31"   |
| Donne Juniores         |                                  |          |                               |       |                            |         |
| Gara in linea dettagli | Geneviève Jeanson Canada         | 1h47'16" | Trixi Worrack Germania        | a 8"  | Noemi Cantele Italia       | a 3'33" |
| Cronometro dettagli    | Geneviève Jeanson Canada         | 14'33"   | Juliette Vandekerkove Francia | a 11" | Trixi Worrack Germania     | a 23"   |